# Marco Frapporti
Marco Frapporti (* 30. März 1985 in Gavardo) ist ein italienischer Radrennfahrer.

## Sportliche Karriere
Nachdem Frapporti 2007 das Eintagesrennen Piccolo Giro di Lombardia gewonnen hatte, erhielt er 2008 bei CSF Group-Navigare seinen ersten Vertrag mit einem internationalen Radsportteam. In den Folgejahren gewann er Abschnitte bei den Etappenrennen Giro della Provincia di Grosseto, Tour of Britain, Brixia Tour und Route du Sud.

## Diverses
Im Zuge der Dopingermittlungen der Staatsanwaltschaft von Padua wurde er verdächtigt, Kunde des umstrittenen Sportmediziners Michele Ferrari gewesen zu sein.
Marco Frapporti ist ein älterer Bruder der Radrennfahrerin Simona Frapporti. Um die Radsportambitionen ihrer insgesamt vier Kinder zu unterstützen, gründeten die Eltern zu Beginn von deren sportlichen Karrieren das eigene Radsportteam Team Valsebbia.

## Erfolge
2007
- Giro del Canavese
- Piccolo Giro di Lombardia

2009
- eine Etappe Giro della Provincia di Grosseto

2010
- eine Etappe Tour of Britain

2011
- eine Etappe Brixia Tour

2013
- eine Etappe Route du Sud

## Grand-Tour-Platzierungen
| Grand Tour            | 2010 | 2011 | 2012 | 2013 | 2014 | 2015 | 2016 | 2017 | 2018 | 2019 | 2020 |
| --------------------- | ---- | ---- | ---- | ---- | ---- | ---- | ---- | ---- | ---- | ---- | ---- |
| Giro d’ItaliaGiro     | 138  | 131  | –    | –    | 108  | 98   | –    | –    | 119  | 81   | 108  |
| Tour de FranceTour    | –    | –    | –    | –    | –    | –    | –    | –    | –    | –    | –    |
| Vuelta a EspañaVuelta | –    | –    | –    | –    | –    | –    | –    | –    | –    | –    | –    |